# Deep South

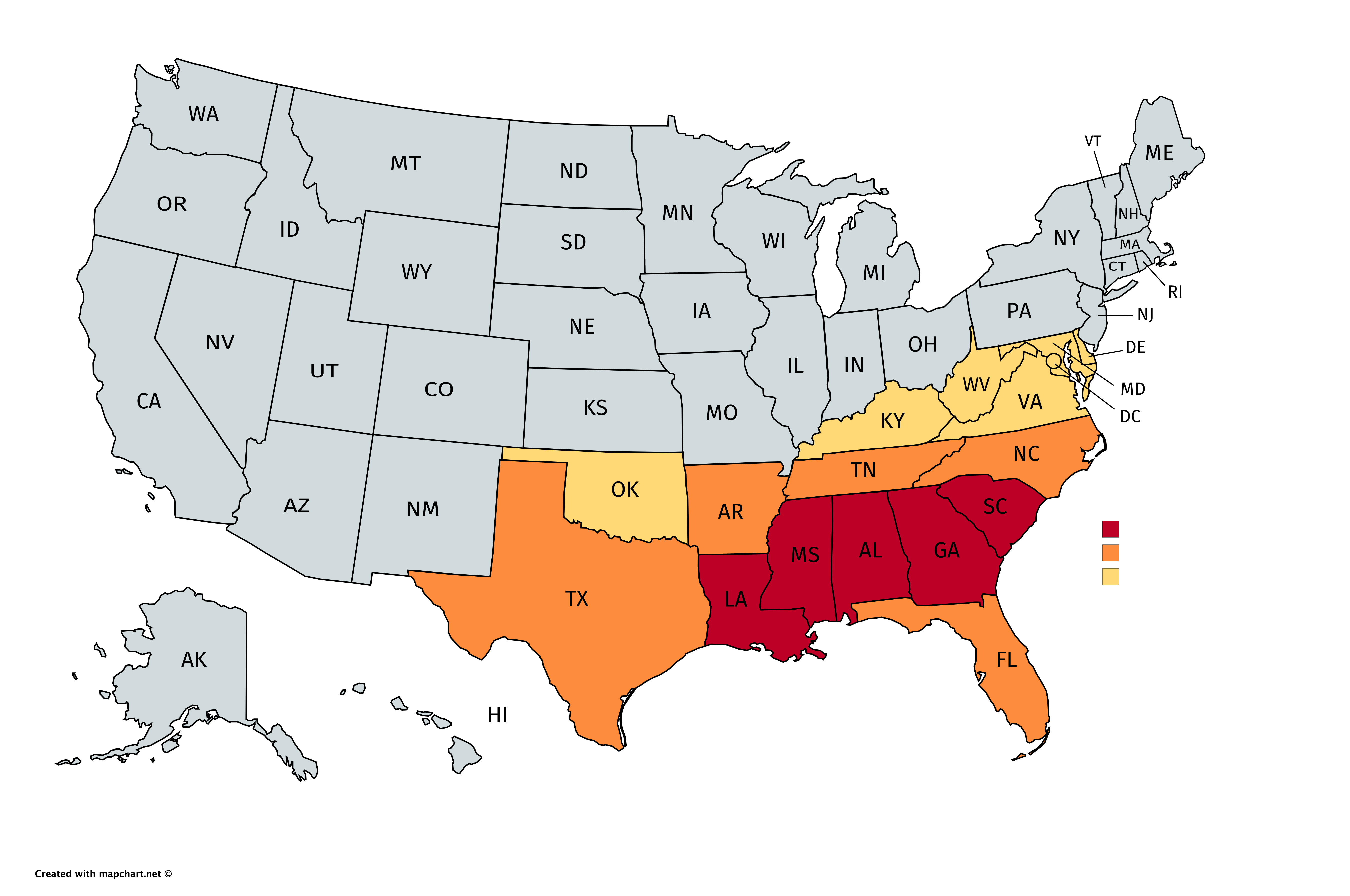
Der „Tiefe Süden“ ist dunkelrot markiert.
Staaten, die gelegentlich zum „Tiefen Süden“ gerechnet werden, sind orange markiert.
Südstaaten, die kein Teil des „Tiefen Südens“ sind, sind gelb markiert.

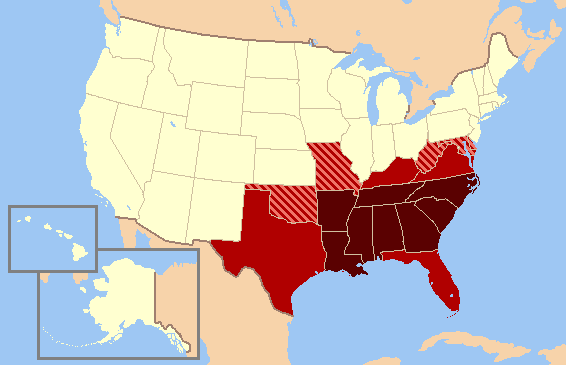
Die Südstaaten der USA. Tiefrot diejenigen Staaten, die in jeder heutigen Bestimmung den Süden ausmachen, heller die üblicherweise ebenfalls gemeinten, schraffiert Staaten, die nur selten einbezogen werden.

Der Ausdruck Deep South (deutsch „Tiefer Süden“) bezeichnet den südöstlichen Teil der Südstaaten der Vereinigten Staaten.
Der Begriff wird uneinheitlich definiert. Meist wird er weit gefasst und bezeichnet den gesamten Süden der Südstaaten, vor allem das Gebiet der heutigen Bundesstaaten South Carolina, Georgia, Florida, Alabama, Mississippi und Louisiana. Diese Region war in der Zeit vor dem Sezessionskrieg charakterisiert durch eine florierende und auf Sklaverei basierende Plantagenwirtschaft.
Der US-Historiker Ira Berlin fasste den Begriff enger und bezeichnete als Deep South nur den westlichen Teil dieser Region, d. h. Alabama, Mississippi und Louisiana. Das Gebiet der Bundesstaaten South Carolina, Georgia und Florida fasste Berlin unter der Bezeichnung Lower South zusammen.
Der Deep South zählt zum Bibelgürtel. In diesem prägt ein evangelikaler Protestantismus das gesellschaftliche Leben.

## Politik
Bei der Präsidentschaftswahl in den Vereinigten Staaten 2016 stimmte in allen Staaten des Deep South eine Mehrheit der Wähler für Donald Trump (Rep). Bei der Wahl 2020 war es fast genauso (nur in Georgia stimmte eine Mehrheit für Joe Biden (Dem)).